# Språk på Island

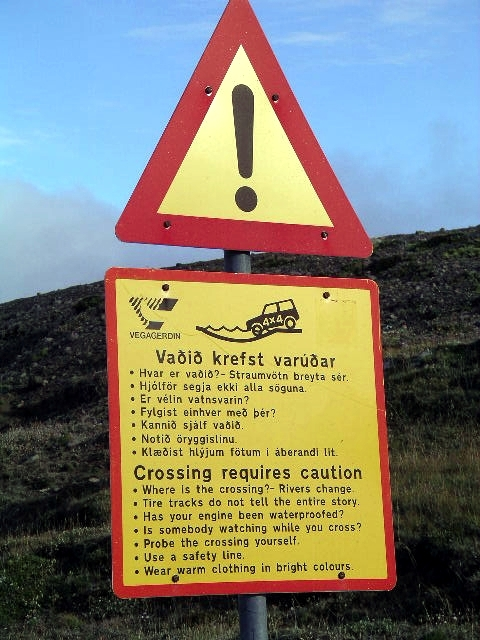
Tvåspråkig vägskylt på Island, med isländska överst och engelska nederst.

På Island bor ungefär 350 000 människor. 97 % av dessa talar isländska som modersmål, vilket är det enda officiella språket. Island är mycket homogent språkligt sett, med en hög andel isländsktalande och liten dialektal variation. Dessutom finns det 200-300 personer som har isländskt teckenspråk som modersmål på Island och fler som har lärt sig det som ett främmande språk. Däremot är teckenspråket inte erkänt som de dövas modersmål.

## Dialekter
Isländska har väldigt liten dialektal variation, och vissa menar att det inte existerar några dialektala skillnader över huvud taget. Däremot finns det vissa uttalsskillnader som är vanligare i vissa regioner och som kan avslöja varifrån man kommer. Däremot är ordförrådet i stort sett detsamma över hela Island, även om det finns vissa skillnader, ofta i betydelse. Det har funnits förutsättningar för att dialekter ska ha kunnat uppstå på Island; befolkningen har varit spridd över ett stort geografiskt område och många har bott isolerat på samma plats i många generationer. Isländskan har dock en stark litterär tradition i och med bland annat islänningasagorna, och en hög andel av befolkningen var läskunnig, vilket motverkar dialektal spridning. Dessutom var det vanligt att man reste runt till andra gårdar i jakt på jobb, eller på grund av bättre fiskelägen. I dag är de dialektala skillnader som finns på tillbakagång. Färöiska, som inte har en lika stark skriftlig tradition som isländska, och som inte fick en officiell ortografi förrän 1854, har större dialektala skillnader än isländska, trots att det talas på en mindre yta av färre personer.

## Studerade språk
Isländska, engelska och danska är obligatoriska språkämnen i grundskolan, och om man vill kan man välja till franska, spanska eller tyska i gymnasiet. Danska är ett obligatoriskt ämne på grund av Islands nära relation med Danmark genom historien. Danska har använts i kommunikation mellan länderna och många historiska dokument är skrivna på danska. Många islänningar har dessutom studerat i Danmark och gör det fortfarande. När islänningar talar danska är det dock vanligt att tala med ett isländskt uttal. Denna språkform brukar kallas skandinaviska och är ofta lätt att förstå för svenskar eller norrmän. På senare år har engelska tagit över på grund av sin närvaro i media, och det är vanligt att engelska i stället utgör ett lingua franca mellan Island och de övriga nordiska länderna. I många skolor kan elever med kunskaper i svenska eller norska välja att studera något av dessa språk i stället för danska. Under skolåret 2010-2011 studerade 61,5 % av alla gymnasieelever engelska, och 32,9 % studerade danska. Därtill studerade 17,9 % tyska, 16,5 % studerade spanska, och 9,1 % studerade franska. Totalt sett studerade 73,7 % ett främmande språk på gymnasiet. Engelska är det första främmande språket i grundskolan och 78,9 % studerade engelska i grundskolan under skolåret 2010-2011, vilket är högre än något år tidigare.

## Invandrarspråk
År 2009 var 7,6 % av Islands befolkning utländska medborgare, vilket motsvarar ungefär 25 000 människor. De flesta av dem kommer från Östeuropa, Sydostasien, Baltikum och från övriga Norden. Islands största invandrargrupp är polacker och år 2008 bodde ungefär 6000 polacker på Island. I en undersökning angående invandrare på Island från Islands universitet år 2009 uppgav 40 % av de 800 som deltog i undersökningen att de var födda i Polen, och 42,7 % hade polska som modersmål. 29 % hade engelska som modersmål och 8 % hade thailändska. Många utländska medborgare arbetar inom fiskeindustrin, och vissa företag håller utbildningar för anställda på många vanliga invandrarspråk, i synnerhet polska. En studie har visat att enbart 13% av polackerna bosatta på Island behärskar isländska, vilket tros vara den primära anledningen till deras relativt höga frånvaro från arbetsmarknaden.
I förskolan är polska det vanligaste invandrarspråket som barn har som modersmål, följt av litauiska och thailändska.